# Choroba Otto-Chrobaka
Choroba Otto-Chrobaka (łac. protrusio acetabuli intrapelvitica) – choroba stawu biodrowego polegająca na stopniowym zagłębianiu się dna panewki do wewnątrz miednicy. Występuje najczęściej obustronnie i dotyczy głównie kobiet w wieku 50-60 lat. Objawia się stopniowym ograniczeniem ruchomości stawu biodrowego.
Patologię opisali jako pierwsi Rudolf Chrobak i Adolph Wilhelm Otto.